# Bạc má Carp
Bạc má Carp (danh pháp khoa học: Melaniparus carpi) là một loài chim trong họ Bạc má. Vài tác giả xem nó là một phân loài của bạc má đen. Loài chim này được tìm thấy ở Angola và Namibia.